# Die Reise nach Komakuku
Die Reise nach Komakuku sind die Erinnerungen des österreichischen Schriftstellers Franz Karl Ginzkey, die 1923 erstmals erschienen. Im Mittelpunkt stehen seine Jahre in der altösterreichischen Armee.
Die Episoden und Kapitel sind teils humorvollen, teils ernsten Inhalts. Sie sind so ausgewählt, dass sie exemplarisch für bestimmte Einsichten stehen, die der Dichter im Laufe seines Lebens erlangt hat. Jede der Geschichten kann auch alleine für sich stehen, wodurch sie sich gut für separaten Abdruck, etwa in Lesebüchern, eignen, und viel zu Ginzkeys Popularität in der Zeit nach dem Zweiten Weltkrieg beigetragen haben.

## Inhalt
Ginzkey schildert sein Leben von der Kindheit bis in die Jahre des Ersten Weltkriegs, also seine ersten 50 Jahre, in Form von kurzen, oft anekdotenhaften Erlebnissen. Sie sind großteils in chronologischer Reihenfolge gegeben, man kann aber nicht von einer durchgehend erzählten Autobiographie sprechen. Vielmehr hebt der Autor einzelne, für ihn bedeutsame oder ihm erzählenswert erscheinende Episoden aus seinem Leben heraus.
Am Anfang steht der Besuch des erwachsenen Ginzkey in seinem Vaterhaus in Nordböhmen. Daran schließen sich mehrere Kapitel aus Ginzkeys Kindheit in Pola an, u. a. Die Reise nach Komakuku. Darunter ist ein Kinderspiel Ginzkeys zu verstehen, in dem er auf einem Scheunentor schaukelnd Fantasiereisen in das von ihm erfundene Land Komakuku unternahm. 

„Und doch, was war es, was ich später betrieb, die kommenden Jahre und all die weitere Zeit meines Daseins hindurch? Ich bin auf dem Tor des Lebens gefahren, immer nach Traumland, auf und ab, auf und ab. Ich habe Gedichte und Geschichten geschrieben und sie immer wieder drucken lassen, immer wieder. Und ich habe dabei die nahrhaften, die wahrhaft einträglichen Werte des Lebens so gut wie versäumt. Was also war mein Leben anderes als die Reise nach Komakuku?“

Der Knabe fühlte sich in der südlichen Stadt mit ihrer vorwiegend italienischen Bevölkerung nie wirklich heimisch, musste manche Kämpfe bestehen und lebte allein mit seinem Vater ein oft zurückgezogenes Dasein auf seinem Zimmer, wo er sich der Welt der Bücher hingab.
Weitere Episoden führen in Ginzkeys Schulzeit und in die Jahre als Marine-Realschüler und Infanterie-Kadett in Fiume und Triest. Ohne innere Begeisterung absolvierte er seine Ausbildung pflichtgemäß, wobei es ihm gelang, inmitten des Getriebes seiner Mitschüler auch Zeit für heimliche erste Dichtungen zu finden. Er ließ sich sogar manchmal wegen verschiedener kleiner Vergehen in den Arrest sperren, in dem er ungestört dichten konnte.
Die Welt der k.u.k. Armee, die schon in dieser Ausbildungszeit im Mittelpunkt stand, findet in den folgenden Episoden besondere Darstellung. Es ist die Zeit Ginzkeys, in der er als junger Leutnant zunächst in Salzburg, dann wieder im Küstenland Dienst tat, ehe er nach Wien ins Militärgeographische Institut versetzt wurde. Ginzkey schildert die Armee und ihre oft auch sonderbaren Angehörigen mit einer etwas wehmütigen Anteilnahme. Immer wieder steht die Menschlichkeit der Soldaten und Offiziere im Mittelpunkt. Am Ende des Buches berichtet Ginzkey von einigen „Originalen“, die ihm begegnet waren und von den Schriftstellern Peter Rosegger und Rainer Maria Rilke, die er persönlich kennenlernen durfte.

## Ausgaben
- Die Reise nach Komakuku Geschichten aus seltsamer Jugend. Rikola-Verlag, Wien 1923.
- Harfe und Trompete. Bd. 1 Die Reise nach Komakuku Bd. 2 Der seltsame Soldat. L. Staackmann, Leipzig 1926.
- Reise nach Komakuku. Introduzione e note di Ervino Pocar. Paravia, Torino 1935.
- Zeit und Menschen meiner Jugend. Wiener Verlagsgesellschaft, Wien 1942.
- Die Reise nach Komakuku. Lebenserinnerungen. Kremayr & Scheriau, Wien 1953.
- Ausgewählte Werke in vier Bänden. Bd. 4 Romane. Kremayr & Scheriau, Wien 1960.